# Marquesado de Vega de Retortillo
El marquesado de Vega de Retortillo es un título nobiliario español creado por el rey Alfonso XIII en favor de Agustín Retortillo y de León, diputado a Cortes y consejero de Instrucción Pública, el 4 de enero de 1917 por real decreto y el 6 de febrero del mismo año por real despacho.

## Marqueses de Vega de Retortillo
|                           | Titular                        | Periodo                   |
| Creación por Alfonso XIII | Creación por Alfonso XIII      | Creación por Alfonso XIII |
| ------------------------- | ------------------------------ | ------------------------- |
| I                         | Agustín Retortillo y de León   | 1917-¿?                   |
| II                        | José Luis de Retortillo y Mila | 1941-¿?                   |
| Título caducado           |                                |                           |

## Historia de los marqueses de Vega de Retortillo
Sus titulares fueron:
- Agustín Retortillo y de León, I marqués de Vega de Retortillo, cuyo pago de los derechos devengados por la concesión fue certificado el 26 de enero de 1917.[2]

Sin descendientes. En 1941 le sucedió su sobrino:
- José Luis de Retortillo y Mila,II marqués de Vega de Retortillo, III marqués de Retortillo.

Se casó con María de la Paz Casals y Colmenares.